# Nuoto ai Giochi della XXXII Olimpiade - 50 metri stile libero femminili
La gara di nuoto dei 50 metri stile libero femminili dei Giochi della XXXII Olimpiade di Tokyo è stata disputata tra il 30 luglio e il 1º agosto 2021 presso il Tokyo Aquatics Centre. Vi hanno partecipato 82 atlete provenienti da 74 nazioni.
La competizione è stata vinta dalla nuotatrice australiana Emma McKeon, mentre l'argento e il bronzo sono andati rispettivamente alla svedese Sarah Sjöström e alla danese Pernille Blume.

## Record
Prima della competizione il record del mondo e il record olimpico erano i seguenti:
| Record mondiale | 23"67 | Sarah Sjöström Svezia           | 29 luglio 2017 Budapest, Ungheria |
| Record olimpico | 24"05 | Ranomi Kromowidjojo Paesi Bassi | 4 agosto 2012 Londra, Regno Unito |

Durante la competizione sono stati stabiliti i seguenti record:
| Data      | Evento       | Atleta      | Nazione   | Tempo | Record          | Nota  |
| --------- | ------------ | ----------- | --------- | ----- | --------------- | ----- |
| 30 luglio | Batteria 10  | Emma McKeon | Australia | 24"02 | Record olimpico | [ 5 ] |
| 31 luglio | Semifinale 2 | Emma McKeon | Australia | 24"00 | Record olimpico | [ 6 ] |
| 1º agosto | Finale       | Emma McKeon | Australia | 23"81 | Record olimpico | [ 7 ] |

## Programma
| Data           | Ora (UTC+9) | Turno      |
| -------------- | ----------- | ---------- |
| 30 luglio 2021 | 19:23       | Batterie   |
| 31 luglio 2021 | 11:32       | Semifinali |
| 1º agosto 2021 | 10:37       | Finale     |

## Risultati

### Batterie
| Pos. | Batteria | Corsia | Atleta                 | Nazionalità               | Tempo | Note             |
| ---- | -------- | ------ | ---------------------- | ------------------------- | ----- | ---------------- |
| 1    | 10       | 4      | Emma McKeon            | Australia                 | 24"02 | Q                |
| 2    | 9        | 5      | Pernille Blume         | Danimarca                 | 24"12 | Q                |
| 3    | 9        | 4      | Cate Campbell          | Australia                 | 24"15 | Q                |
| 4    | 11       | 4      | Sarah Sjöström         | Svezia                    | 24"26 | Q                |
| 5    | 11       | 3      | Katarzyna Wasick       | Polonia                   | 24"31 | Q                |
| 6    | 9        | 6      | Zhang Yufei            | Cina                      | 24"36 | Q                |
| 7    | 11       | 6      | Abbey Weitzeil         | Stati Uniti               | 24"37 | Q                |
| 8    | 11       | 5      | Ranomi Kromowidjojo    | Paesi Bassi               | 24"41 | Q                |
| 9    | 11       | 7      | Arina Surkova          | ROC                       | 24"52 | Q                |
| 10   | 9        | 2      | Wu Qingfeng            | Cina                      | 24"55 | Q                |
| 11   | 10       | 5      | Simone Manuel          | Stati Uniti               | 24"65 | Q                |
| 11   | 10       | 8      | Emma Chelius           | Sudafrica                 | 24"65 | Q,               |
| 13   | 10       | 2      | Mélanie Henique        | Francia                   | 24"69 | Q                |
| 14   | 11       | 8      | Julie Kepp Jensen      | Danimarca                 | 24"70 | Q                |
| 15   | 11       | 1      | Siobhán Haughey        | Hong Kong                 | 24"75 | Q, RIT           |
| 16   | 10       | 6      | Femke Heemskerk        | Paesi Bassi               | 24"77 | Q, RIT           |
| 17   | 9        | 8      | Fanny Teijonsalo       | Finlandia                 | 24"79 | Q                |
| 18   | 9        | 7      | Marie Wattel           | Francia                   | 24"82 | Q                |
| 19   | 10       | 3      | Marija Kameneva        | ROC                       | 24"83 |                  |
| 20   | 9        | 3      | Michelle Coleman       | Svezia                    | 24"84 |                  |
| 21   | 10       | 1      | Barbora Seemanová      | Rep. Ceca                 | 24"92 |                  |
| 22   | 9        | 1      | Kayla Sanchez          | Canada                    | 24"93 |                  |
| 23   | 8        | 5      | Lidón Muñoz del Campo  | Spagna                    | 25"10 |                  |
| 24   | 8        | 6      | Farida Osman           | Egitto                    | 25"13 |                  |
| 25   | 6        | 4      | Anicka Delgado         | Ecuador                   | 25"36 |                  |
| 25   | 8        | 4      | Julie Meynen           | Lussemburgo               | 25"36 |                  |
| 27   | 7        | 3      | Isabella Arcila        | Colombia                  | 25"41 |                  |
| 27   | 8        | 1      | Kalia Antoniou         | Cipro                     | 25"41 |                  |
| 29   | 10       | 7      | Etiene Medeiros        | Brasile                   | 25"45 |                  |
| 30   | 8        | 2      | Andrea Murez           | Israele                   | 25"48 |                  |
| 31   | 7        | 4      | Bianca-Andreea Costea  | Romania                   | 25"61 |                  |
| 32   | 7        | 2      | Jeserik Pinto          | Venezuela                 | 25"65 |                  |
| 33   | 8        | 7      | Danielle Hill          | Irlanda                   | 25"70 |                  |
| 34   | 6        | 1      | Elinah Phillip         | Isole Vergini Britanniche | 25"74 |                  |
| 35   | 7        | 5      | Amel Melih             | Algeria                   | 25"77 |                  |
| 35   | 7        | 7      | Karen Torrez           | Bolivia                   | 25"77 |                  |
| 37   | 8        | 8      | Jenjira Srisa-Ard      | Thailandia                | 25"97 |                  |
| 38   | 7        | 1      | Huang Mei-chien        | Taipei cinese             | 25"99 |                  |
| 39   | 7        | 8      | Allyson Ponson         | Aruba                     | 26"03 |                  |
| 40   | 8        | 3      | Quah Ting Wen          | Singapore                 | 26"16 |                  |
| 41   | 7        | 6      | Cherelle Thompson      | Trinidad e Tobago         | 26"19 |                  |
| 42   | 6        | 7      | Nikol Merizaj          | Albania                   | 26"21 |                  |
| 43   | 6        | 6      | Emily Muteti           | Kenya                     | 26"31 |                  |
| 44   | 5        | 4      | Norah Milanesi         | Camerun                   | 26"41 |                  |
| 45   | 6        | 3      | Talita Baqlah          | Giordania                 | 26"49 |                  |
| 45   | 6        | 5      | Ema Rajić              | Croazia                   | 26"49 |                  |
| 47   | 6        | 8      | Kirabo Namutebi        | Uganda                    | 26"63 |                  |
| 48   | 6        | 2      | Natalya Kritinina      | Uzbekistan                | 26"93 |                  |
| 49   | 5        | 5      | Mikaili Charlemagne    | Saint Lucia               | 26"99 |                  |
| 50   | 5        | 7      | Cheyenne Rova          | Figi                      | 27"11 |                  |
| 51   | 5        | 1      | Batbayaryn Enkhkhüslen | Mongolia                  | 27"29 |                  |
| 52   | 5        | 6      | Tilka Paljk            | Zambia                    | 27"34 |                  |
| 53   | 4        | 5      | Judith Meauri          | Papua Nuova Guinea        | 27"56 |                  |
| 54   | 5        | 3      | Samantha Roberts       | Antigua e Barbuda         | 27"63 |                  |
| 55   | 4        | 4      | Aleka Persaud          | Guyana                    | 27"76 |                  |
| 56   | 5        | 8      | Bisma Khan             | Pakistan                  | 27"78 | Record nazionale |
| 57   | 5        | 2      | Unilez Takyi           | Ghana                     | 27"85 |                  |
| 58   | 4        | 1      | Angelika Ouedraogo     | Burkina Faso              | 28"38 |                  |
| 59   | 4        | 6      | Mya De Freitas         | Saint Vincent e Grenadine | 28"57 |                  |
| 60   | 4        | 7      | Noor Yussuf Abdulla    | Bahrein                   | 28"87 |                  |
| 61   | 4        | 8      | Jessica Makwenda       | Malawi                    | 28"96 |                  |
| 62   | 3        | 4      | Anastasiya Tyurina     | Tagikistan                | 29"05 |                  |
| 63   | 4        | 3      | Noelani Day            | Tonga                     | 29"06 |                  |
| 64   | 3        | 8      | Siri Arun Budcharern   | Laos                      | 29"22 |                  |
| 65   | 3        | 5      | Bunpichmorakat Kheun   | Cambogia                  | 29"42 |                  |
| 66   | 4        | 2      | Alicia Mateus          | Mozambico                 | 29"63 |                  |
| 67   | 3        | 2      | Lara Dashti            | Kuwait                    | 29"69 |                  |
| 68   | 3        | 1      | Junayna Ahmed          | Bangladesh                | 29"78 | Record nazionale |
| 69   | 3        | 6      | Nafissath Radji        | Benin                     | 29"99 |                  |
| 70   | 3        | 3      | Robyn Young            | eSwatini                  | 30"41 |                  |
| 71   | 3        | 7      | Dania Nour             | Palestina                 | 30"43 |                  |
| 72   | 2        | 1      | Alphonsine Agahozo     | Ruanda                    | 30"50 |                  |
| 73   | 2        | 2      | Osisang Chilton        | Palau                     | 30"67 |                  |
| 74   | 2        | 4      | Tity Dumbuya           | Sierra Leone              | 31"56 |                  |
| 75   | 2        | 6      | Chloe Sauvourel        | Rep. Centrafricana        | 32"18 |                  |
| 76   | 2        | 3      | Roukaya Mahamane       | Niger                     | 32"21 |                  |
| 77   | 2        | 7      | Aya Mpali              | Gabon                     | 32"24 |                  |
| 78   | 1        | 4      | Imelda Ximenes Belo    | Timor Est                 | 32"89 |                  |
| 79   | 1        | 3      | Odrina Kaze            | Burundi                   | 33"39 |                  |
| 80   | 1        | 5      | Haneen Ibrahim         | Sudan                     | 34"49 |                  |
| 81   | 2        | 8      | Stefan Sangala         | Rep. del Congo            | 37"92 |                  |
| -    | 2        | 5      | Nada Arkaji            | Qatar                     | -     | DNS              |
| -    | 11       | 2      | Anna Hopkin            | Gran Bretagna             | -     | DNS              |

### Semifinali
| Pos. | Semifinale | Corsia | Atleta              | Nazionalità | Tempo | Note             |
| ---- | ---------- | ------ | ------------------- | ----------- | ----- | ---------------- |
| 1    | 2          | 4      | Emma McKeon         | Australia   | 24"00 | Q,               |
| 2    | 1          | 4      | Pernille Blume      | Danimarca   | 24"08 | Q                |
| 3    | 1          | 5      | Sarah Sjöström      | Svezia      | 24"13 | Q                |
| 4    | 2          | 6      | Abbey Weitzeil      | Stati Uniti | 24"19 | Q                |
| 5    | 2          | 3      | Katarzyna Wasick    | Polonia     | 24"26 | Q                |
| 6    | 2          | 5      | Cate Campbell       | Australia   | 24"27 | Q                |
| 7    | 1          | 6      | Ranomi Kromowidjojo | Paesi Bassi | 24"29 | Q                |
| 8    | 1          | 2      | Wu Qingfeng         | Cina        | 24"32 | QSO, Q           |
| 8    | 1          | 3      | Zhang Yufei         | Cina        | 24"32 | QSO, RIT         |
| 10   | 2          | 2      | Arina Surkova       | ROC         | 24"57 |                  |
| 11   | 2          | 1      | Mélanie Henique     | Francia     | 24"63 |                  |
| 11   | 2          | 7      | Simone Manuel       | Stati Uniti | 24"63 |                  |
| 13   | 1          | 7      | Emma Chelius        | Sudafrica   | 24"64 | Record nazionale |
| 14   | 2          | 8      | Marie Wattel        | Francia     | 24"76 |                  |
| 15   | 1          | 8      | Fanny Teijonsalo    | Finlandia   | 24"91 |                  |
| 16   | 1          | 1      | Julie Kepp Jensen   | Danimarca   | 24"98 |                  |

### Finale
| Pos.    | Corsia | Atleta              | Nazionalità | Tempo | Note            |
| ------- | ------ | ------------------- | ----------- | ----- | --------------- |
| Oro     | 4      | Emma McKeon         | Australia   | 23"81 | Record olimpico |
| Argento | 3      | Sarah Sjöström      | Svezia      | 24"07 |                 |
| Bronzo  | 5      | Pernille Blume      | Danimarca   | 24"21 |                 |
| 4       | 1      | Ranomi Kromowidjojo | Paesi Bassi | 24"30 |                 |
| 5       | 2      | Katarzyna Wasick    | Polonia     | 24"32 |                 |
| 5       | 8      | Wu Qingfeng         | Cina        | 24"32 |                 |
| 7       | 7      | Cate Campbell       | Australia   | 24"36 |                 |
| 8       | 6      | Abbey Weitzeil      | Stati Uniti | 24"41 |                 |